# Heine (Versandhandel)

Firmensitz in Karlsruhe

Die Heinrich Heine GmbH (Eigenschreibweise heine) ist eine Modemarke und seit 1976 eine hundertprozentige Tochtergesellschaft der Otto Group. Die Marke bietet Produkte aus den Bereichen Mode und Wohnen an. Der Unternehmenssitz ist Karlsruhe, Baden-Württemberg. Neben Deutschland ist Heine auch in Österreich, der Schweiz, Frankreich und den Niederlanden vertreten. Gegenwärtig sind bei heine rund 400 Vollzeit-Mitarbeiter angestellt (Stand März 2019).

## Unternehmensgeschichte
Gegründet wurde das Unternehmen 1951 von Karl Heinrich Heine in Karlsruhe. Das Unternehmen diente zunächst dazu, ein von Karl Heinrich Heine selbst entwickeltes Spiel zu vertreiben. Er entwarf ein Werbemittel, ließ es in einer Auflage von 50.000 Stück kuvertieren und per Fahrrad verteilen. Das so beworbene Spiel wurde insgesamt 100.000-mal in Deutschland verkauft.
heine wurde in den folgenden Jahren ein Versandhaus für Geschenkartikel; auch Kunstgegenstände, russische Ikonen und Antiquitäten wurden auf diese Weise vertrieben. Im Jahr 1969 wurden erstmals Textilien in den Katalog aufgenommen und dienten als Grundlage für die erste Otto-Kooperation im Frühjahr 1974. 1976 wurde der Sitz des Versandhauses heine in Karlsruhe bei einem Großbrand fast vollständig zerstört. Im gleichen Jahr übernahm der Otto-Versand das Unternehmen zu 100 Prozent.
1984 wurden erstmals 100.000 Kataloge in die Schweiz verschickt. Unter dem Namen helline erschien 1991 der erste französische Katalog. Mit der Premiere des Hauptkataloges gab es 1995 heine erstmals auch in Österreich.
Im Juni 1996 ging heine mit seinem Internetauftritt online. 2000 erfolgte die Eröffnung des Onlineshops, seit 2002 sind die Kataloge auch online verfügbar.
Am 1. Januar 2008 übernahm heine die noch ausstehenden Anteile der Manufactum Hoof & Partner KG für schätzungsweise 20 Millionen Euro. heine war bereits seit 1998 mit zuletzt 50 Prozent an Manufactum beteiligt.
Zum Dezember 2019 wurde heine in die Witt-Gruppe aus Weiden, eine weitere Tochter des Otto-Konzerns, eingegliedert. Die Marke heine blieb dabei jedoch erhalten.

## Beteiligungen der Heine-Gruppe
heine ist international vertreten mit Tochtergesellschaften in der Schweiz, in Österreich und in Frankreich (unter dem Namen helline). Anfang 2006 expandierte heine in die Niederlande. Außerdem hat heine die Tochtergesellschaft KS-Europe, die Dienstleistungen in den Bereichen Lettershop und Marketing Logistics anbietet.

## E-Commerce und Neue Medien
Die erste heine-Website ging bereits im Frühjahr 1996 am Standort Karlsruhe online. Seit 2009 liegt der Fokus verstärkt auf E-Commerce. Damit wurde zum einen der Aktualisierungsgrad der Sortimente erhöht. Zum anderen finden sich online zahlreiche Anwendungen und Features, die inspirierend durch das Sortiment führen. Der stark frequentierte Onlineshop bietet über 22.000 Produkte aus den Bereichen Fashion und Living. Im Bereich M-Commerce brachte heine bislang drei iPhone-Apps und die heine iPad App auf den Markt und verfügt seit 2011 über einen eigenen mobilen Webshop.

## Kritik und Sozialverantwortung
Das Magazin Stern berichtete im Jahr 2007, dass unter anderem bestickte Blusen für den heine-Versand in Indien durch Kinderarbeit gefertigt würden.
Die Otto Group achtet auf die Einhaltung sozialer Mindeststandards ihrer Lieferanten. Im Jahr 2007 wurden die personellen Kapazitäten zur Betreuung des Sozialprogramms in den Märkten so weit verstärkt, dass es für jeden wichtigen Einkaufsmarkt einen Social Officer gibt. Die Otto Group arbeitet in allen genannten Prozessen eng mit NGOs „Non-Governmental Organisations“ zusammen. Darüber hinaus beschäftigt das Unternehmen einen „Asian Representative“, der die Nachhaltigkeitsbelange im asiatischen Raum vertritt.

## Nachhaltigkeit
heine als Unternehmen der Otto Group verfolgt nach eigenen Angaben eine Strategie des nachhaltigen Wirtschaftens, derzeit bestehend aus verschiedenen Initiativen. Die nachhaltigen Produkte weisen folgende Siegel und Zertifikate auf:
- Forest Stewardship Council
- Goodweave
- Global Organic Textile Standard
- Cotton made in Africa

## Wirtschaftliche Entwicklung
Das Unternehmen durchlief seit 2007 mehrere Einsparungs- und Sanierungsmaßnahmen die bis heute andauern.